# 지그 지글러

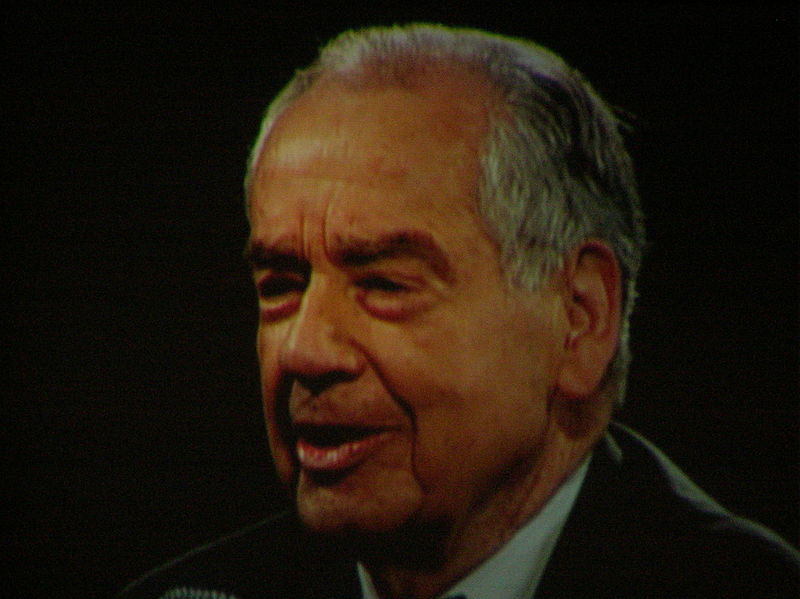
지그 지글러

지그 지글러(영어: Hilary Hinton 'Zig' Ziglar, 1926년 11월 6일 - 2012년 11월 28일)는 미국의 연설가, 작가이며 세일즈맨이다. 세계적인 연설가 중 한 명으로 꼽히며, 자기 계발과 동기 부여 분야의 전문가이다.

## 저서
- 정상에서 만납시다.
- 세일즈 클로징
- 정상으로 가는 계단
- 부정적인 세상에서 긍정적인 아이로 키우기
- 탑 퍼포먼스